# Vellechevreux-et-Courbenans
Vellechevreux-et-Courbenans är en kommun i departementet Haute-Saône i regionen Bourgogne-Franche-Comté i östra Frankrike. Kommunen ligger i kantonen Villersexel som tillhör arrondissementet Lure. År 2022 hade Vellechevreux-et-Courbenans 118 invånare.

## Befolkningsutveckling
Antalet invånare i kommunen Vellechevreux-et-Courbenans
| Referens: INSEE |